# Rachael Leahcar
Rachael Leahcar (* 22. Februar 1994) ist eine blinde australische Popsängerin italienischer Abstammung.

## Biografie
Leahcar leidet an einer erblich bedingten Netzhautdegeneration und ist zu 90 % blind. Mit sechs Jahren lernte sie Klavier spielen und mit acht Jahren trat sie erstmals bei der Weihnachtsveranstaltung ihrer Schule auf. Danach nahm sie auch Gesangsunterricht und lernte als zweites Instrument Flöte. Mit zwölf Jahren nahm sie an Search for a Star im Café Fellini in ihrer Heimatstadt Adelaide teil und kam dort unter die besten Drei, wodurch sie erstmals die Möglichkeit bekam, in ein Aufnahmestudio zu gehen. Drei Jahre später gewann sie Dino Prizzi’s International Festival of Italian Song, einen australischen Wettbewerb für italienische Musik. Der Siegpreis war eine Reise nach Rom und ein Auftritt in der Fernsehshow Il Caffè bei Rai Uno. Im selben Jahr nahm sie auch ihre erste CD mit Coversongs auf. Später folgte eine zweite CD mit dem Titel Rachael Leahcar. Um sich vor direkten privaten Kontakten zu schützen, legte sie sich das Pseudonym „Leahcar“ zu, das einfach nur ihr umgedrehter Vorname ist.
Leahcar bewarb sich danach vergeblich bei den großen australischen Fernseh-Castingshows Australia’s Got Talent und The X Factor und wurde schließlich 2012 bei The Voice aufgenommen. Nach ihrem ersten Auftritt bei den Blind Auditions mit La vie en rose von Édith Piaf wurde sie bereits als Favoritin gehandelt, da sie anschließend mit Platz 18 in den australischen Charts die beste Platzierung aller Teilnehmer erreichte. Sie fiel jedoch in der Folge hinter die spätere Siegerin Karise Eden zurück und erreichte schließlich Platz 3.

## Diskografie
Alben
- Rachael’s Repertoire (2009)
- Rachael Leahcar
- Shooting Star (2012)
- Romantique (2013)
- Here Comes the Sun (2014)
- Shadows (2017)

Lieder
- La vie en rose (2012)
- Over the Rainbow (2012)
- Hands (2012)
- Someone to Watch over Me (2012)
- Nights in White Satin (Notte di luce) (2012)
- Shooting Star (2012)
- Smile (2012)